# Ебири
Ебири (фр. Eyburie) насеље је и општина у централној Француској у региону Лимузен, у департману Корез која припада префектури Тил.
По подацима из 2011. године у општини је живело 462 становника, а густина насељености је износила 15,85 становника/km². Општина се простире на површини од 29,14 km². Налази се на средњој надморској висини од 440 метара (максималној 452 m, а минималној 296 m).

## Демографија
| 1962. | 1968. | 1975. | 1982. | 1990. | 1999. | 2011. |
| ----- | ----- | ----- | ----- | ----- | ----- | ----- |
| 585   | 629   | 570   | 539   | 528   | 499   | 462   |

График промене броја становника у току последњих година